# Покровский (Ростовская область)
Покровский — хутор в Морозовском районе Ростовской области.
Входит в состав Гагаринского сельского поселения.
Население — 150 человек.

## География
Расположен на востоке поселения и района, близ административной границы с Волгоградской областью. На юге хутора есть небольшой пруд.
На хуторе имеется одна улица — Покровская.

## Население
| 2010 |
| ---- |
| 148  |

## Инфраструктура
На хуторе действует фельдшерско-акушерский пункт.
Имеется пассажирские автотранспортное сообщение с административным центром района — городом Морозовском.